# Tiby-Börje
Tiby-Börje zijn twee plaatsjes (Tiby en Börje) in de gemeente Uppsala in het landschap Uppland en de provincie Uppsala län in Zweden. De plaatsjes hebben 56 inwoners (2000) en een oppervlakte van 15 hectare. In 2000 was het inwoneraantal van de plaatsjes onder de 50 gezakt en golden ze niet meer als een småort.